# Falco ardosiaceus
Il gheppio grigio (Falco ardosiaceus Vieillot, 1823) è un uccello falconiforme della famiglia dei Falconidi. I suoi più stretti parenti sono il gheppio fasciato e il gheppio di Dickinson e le tre specie vengono talvolta classificate nel sottogenere Dissodectes.

## Descrizione
È un gheppio abbastanza piccolo e tozzo, con una grossa testa dalla sommità appiattita e ali piuttosto corte che, distese, non raggiungono l'estremità della coda. È lungo 28–33 cm, ha un'apertura alare di 58–72 cm e pesa fino a 300 g. La femmina è più grande del maschio del 4-11% e più pesante del 5-11%. Il piumaggio dell'adulto è grigio scuro uniforme, al di fuori delle estremità delle ali, più scure, di una serie di strisce scure sul corpo e di alcune barre sulle remiganti. I piedi e la cera sono gialli e attorno all'occhio è presente una zona di pelle nuda dello stesso colore. La specie cui più somiglia nell'aspetto è il falco fuligginoso, il quale ha però testa più arrotondata, lunghe ali che si estendono oltre la coda e una zona di pelle nuda gialla più piccola intorno agli occhi.
Gli esemplari giovani hanno piumaggio più brunastro degli adulti e la cera e la zona di pelle nuda intorno agli occhi di colore verdastro. I giovani di gheppio di Dickinson sono molto simili, ma hanno la coda barrata e il sottoala più marcatamente fasciato.
Generalmente il gheppio grigio è silenzioso, tranne che durante la stagione della nidificazione, ma talvolta emette un grido stridulo e una sorta di fischio.

## Distribuzione e habitat
Il gheppio grigio vive nelle savane, nelle aree boschive aperte e nelle radure. Predilige le aree dove crescono alberi di palma, specialmente nei pressi dell'acqua. Spesso si appollaia su rami esposti e pali o cavi del telegrafo.
È diffuso in Africa occidentale e centrale, ma è assente nelle regioni con copertura arborea più fitta, compresa gran parte del bacino del Congo. Il suo areale si estende a est fino all'Etiopia e alle regioni occidentali di Kenya e Tanzania. A sud raggiunge le regioni settentrionali di Namibia e Zambia, ma talvolta alcuni esemplari vaganti sono stati avvistati in Malawi. L'areale di questa specie è esteso per circa 12 milioni di km². Gli esemplari diffusi in Africa occidentale si spostano verso nord durante la stagione delle piogge e verso sud durante quella secca.

## Biologia
È un uccello crepuscolare, attivo soprattutto all'alba e all'imbrunire. Generalmente tende agguati alle prede lanciandosi da un posatoio elevato, ma talvolta le cattura in volo. Si nutre soprattutto di insetti, lucertole e piccoli mammiferi, come i pipistrelli, ma cattura anche uccelli, anfibi e vermi. Le prede vengono generalmente catturate al suolo. Dal momento che talvolta mangia anche noci di palma da olio, è uno dei pochi rapaci che consuma sostanze vegetali.
La nidificazione avviene da marzo a giugno a nord e da agosto a dicembre a sud. Durante il corteggiamento le coppie eseguono una sorta di parata aerea. Le uova vengono solitamente deposte nel nido di un'umbretta; la maggior parte delle volte si tratta di nidi abbandonati, ma in qualche caso di nidi il cui occupante è stato mandato via a forza. Talvolta i gheppi utilizzano il nido di altre specie di uccelli o la cavità di un albero. Ogni covata è composta da due a cinque uova. Queste, biancastre e picchiettate di rosso o marrone, vengono incubate per 26–31 giorni. I giovani si involano dopo circa 30 giorni.